# Pictichromis caitlinae
Pictichromis caitlinae is een straalvinnige vissensoort uit de familie van dwergzeebaarzen (Pseudochromidae). De wetenschappelijke naam van de soort is voor het eerst geldig gepubliceerd in 2008 door Allen, Gill & Erdmann.